# Aborto en la Ciudad de México
La Interrupción Legal del Embarazo en la Ciudad de México refiere al status legal que tiene la llamada ILE en esa entidad mexicana, donde el aborto inducido está totalmente despenalizado y legalizado, desde abril de 2007, a petición de cualquier mujer gestante en la entidad hasta la duodécima semana; además de las causales de violación, imprudencial, daño a la salud, alteración al producto y fecundación asistida indebida.
La Ciudad de México es la primera entidad federativa de México en despenalizar y legalizar el aborto electivo, catorce años antes de las jurisprudencias de 2021 y 2023 de la Suprema Corte de Justicia de la Nación (acciones de inconstitucionalidad AI 148/2017, AI 106/2018, AI 107/2018 y AI 54/2018; amparo en revisión AR 267/2023).

## Marco normativo actual
|  |  |
|  |  |

### Regulación constitucional
| Artículo | Concepto                                                                           | Descripción |
| -------- | ---------------------------------------------------------------------------------- | --- |
| 6.º      | Título Segundo. Carta de Derechos. Capítulo II. De los Derechos Humanos. Sección E | Consagra los derechos sexuales de la ciudadanía, para ejercerlos de manera autónoma, informada, libre, responsable, sin coerción, discriminación o violencia; con respeto a la orientación y preferencia sexual o la identidad y expresión de género. Se incluye educación sexual y servicios de salud integrales con información científica, completa, diversa, diversa, laica y no estereotipada. |
| 6.º      | Título Segundo. Carta de Derechos. Capítulo II. De los Derechos Humanos. Sección F | Consagra los derechos reproductivos de la ciudadanía para ejercerlos de manera informada, libre, segura, voluntaria y sin coacción o violencia. Se incluye acceso a la información y servicios integrales de salud hasta en los niveles más altos. |

### Regulación penal
| Artículo | Concepto                         | Descripción |
| -------- | -------------------------------- | --- |
| 76.º     | Delitos culposos.                | Aborto consentido después de la semana 12 de gestación (únicamente colaborador). |
| 144.º    | Definición de aborto.            | Después de la semana 12 de gestación la cual inicia después de la implantación del embrión en el endometrio. |
| 145.º    | Sanciones por aborto consentido. | Gestante: 3 a 6 meses de prisión o de 100 a 300 días de trabajo comunitario. Colaborador: 1 a 3 años de prisión. Solo cuando es consumado y después del límite legal (sanciones inválidas por sentencia AI 148/2017 de la SCJN). |
| 146.º    | Definición de aborto forzado.    | Interrupción del embarazo sin consentimiento de la mujer o la persona gestante en cualquier momento de la gestación. |
| 146.º    | Sanciones por aborto forzado.    | 5 a 8 años de prisión (si se emplea violencia física o moral aumenta de 8 a 10 años de prisión). |
| 147.º    | Sanciones por aborto específico. | Suspensión profesional por un tiempo igual a la pena en cárcel (personal de medicina, enfermería o matronería). Por aborto consentido después del límite legal (sanciones inválidas por sentencia AI 148/2017 de la SCJN) o por aborto forzado. |
| 148.º    | Causales del aborto legal        | Excluyentes de responsabilidad: I violación y fecundación asistida indebida, II daño a la salud, III alteración al producto, IV imprudencial. |
| 148.º    | Causales del aborto legal        | En las fracciones I, II y III el personal de los servicios de salud debe brindar a la o al paciente información objetiva, oportuna, suficiente y veraz sobre las consecuencias, efectos, procedimientos y riesgos; así como de las alternativas y apoyos existentes, para que la o el gestante pueda tomar una decisión de manera informada, libre y responsable. Igualmente en las fracciones II y III se necesita el juicio de dos profesionales de la medicina. |
| 201.º    | Párrafo VI.                      | Se entiende como violencia contra los derechos reproductivos el limitar el acceso o vulnerar el derecho de las mujeres o personas gestantes a servicios de aborto seguro y legal. |

### Regulación de salud
| Artículo | Concepto | Descripción |
| -------- | --- | --- |
| 6.º      | Título Primero. Disposiciones Generales. Capítulo I. Generalidades. Párrafo XXIV.                                                    | La Interrupción Legal del Embarazo es un procedimiento médico seguro que se realiza a solicitud de la persona gestante hasta la décima segunda semana de embarazo. Forma parte de los derechos reproductivos de la ciudadanía. |
| 6.º      | Título Primero. Disposiciones Generales. Capítulo I. Generalidades. Párrafo XXV.                                                     | La Interrupción Voluntaria del Embarazo es un procedimiento médico seguro que se realiza a solicitud de la persona gestante víctima de una agresión sexual. No es necesaria la denuncia ni la aprobación de las autoridades competentes y tampoco existe límite para acceder al servicio, como lo señala la NOM-046-SSA2-2005.             |
| 67.º     | Título Segundo. Salubridad General. Capítulo VII. Servicios de salud sexual, reproductiva, anticoncepción de planificación familiar. | Se promoverá y aplicará, de manera intensiva y permanente, políticas y programas integrales tendientes a la capacitación y educación para prevenir y reducir las interrupciones de embarazos no planeados y no deseados. Se respetarán siempre los derechos reproductivos, la identidad de género y la diversidad sexual de la ciudadanía. |
| 81.º     | Título Segundo. Salubridad General. Capítulo X. Interrupción Legal del Embarazo.                                                     | En las instituciones públicas de salud, se procederá en condiciones de calidad, de manera gratuita y según las causales y supuestos del Código Penal y la NOM-046-SSA2-2005. |
| 81.º     | Título Segundo. Salubridad General. Capítulo X. Interrupción Legal del Embarazo.                                                     | Se otorgarán servicios de consejería médica, psicológica y social con información oportuna y veraz para que las y los solicitantes conozcan sus derechos y opciones. |
| 81.º     | Título Segundo. Salubridad General. Capítulo X. Interrupción Legal del Embarazo.                                                     | Se deberá efectuar en un término no mayor a cinco días, contados a partir de la presentación de la solicitud y una vez satisfechos los requisitos. |
| 81.º     | Título Segundo. Salubridad General. Capítulo X. Interrupción Legal del Embarazo.                                                     | Las instituciones públicas atenderán a las y los pacientes sin condicionamiento alguno y de manera universal, sin importar si las y los gestantes cuentan con algún otro seguro de salud público o privado. |
| 81.º     | Título Segundo. Salubridad General. Capítulo X. Interrupción Legal del Embarazo.                                                     | Se ofrecerán, posterior al procedimiento, servicios de planificación familiar y de salud reproductiva y sexual; si las mujeres y las personas gestantes así lo desean. |
| 82.º     | Título Segundo. Salubridad General. Capítulo X. Interrupción Legal del Embarazo.                                                     | El personal médico tiene derecho a no realizar estos procedimientos si sus convicciones personales o creencias religiosas no se los permiten. Sin embargo, están obligados a referir de inmediato y por escrito a la o el paciente con otra u otro profesional no objetor.                                                                 |
| 82.º     | Título Segundo. Salubridad General. Capítulo X. Interrupción Legal del Embarazo.                                                     | No puede invocarse la objeción de consciencia cuando el procedimiento debe realizarse con urgencia (para salvaguardar la salud o la vida del gestante). |
| 82.º     | Título Segundo. Salubridad General. Capítulo X. Interrupción Legal del Embarazo.                                                     | Todas las instituciones públicas de salud deben contar, de manera permanente, con personal no objetor para prestar, de manera oportuna, el servicio. |
| 144.º    | Título Segundo. Salubridad General. Capítulo XXVII. Servicios de salud en centros de reclusión.                                      | Deben facilitar, bajo consentimiento informado, el acceso oportuno a anticoncepción de emergencia e interrupción del embarazo. |

## Historia

### La Ley Robles
En 1996, durante el gobierno del presidente Ernesto Zedillo Ponce de León, se realizaron una serie de reformas que con el fin de otorgarle, por primera vez en la historia del Distrito Federal, cierta autonomía al poder ejecutivo y legislativo local, pero aún subordinada al ejecutivo y legislativo federal. De esta manera la entonces Asamblea Legislativa del Distrito Federal pudo emitir leyes, reglamentos y códigos, separados de los que emitía el Congreso de la Unión; aunque en los hechos, durante los primeros años, la legislación local era idéntica a la federal pero con un nombre diferente. 
De esta manera, en el año 2000, la I legislatura de la ALDF (dominada por el Partido de la Revolución Democrática) decidió modificar tanto el Código Penal como el Código de Procedimientos Penales locales, heredados del Código Penal Federal y el Código Federal de Procedimientos Penales, para iniciar una tendencia permisiva en el tema de la interrupción del embarazo. La reforma se denominó la Ley Robles ya que su impulsora principal fue la Jefa de Gobierno en aquella época, Rosario Robles Berlanga (que militaba en el PRD). A grandes rasgos, consistió en la modificación de algunas causales y la creación de otras así como otorgar facultades al Ministerio Público local, la entonces Procuraduría General de Justicia (ahora Fiscalía General de Justicia de la Ciudad de México) para autorizar procedimientos en casos de violación (resolviendo así el vacío legal que existía desde 1931). Los cambios fueron finalmente publicados por decreto en la Gaceta Oficial, sin ninguna objeción, el día 24 de agosto para entrar en vigor un día después. Las modificaciones fueron impugnadas ante la SCJN, pero sin éxito, pues esta última terminó por validarlas (acción de inconstitucionalidad AI 10/2000).
| Artículo                         | Antes de la reforma | Despues de la reforma |
| -------------------------------- | --- | --- |
| Código Penal                     | | |
| 332.º                            | Sanciones por aborto consentido. Gestante: 6 meses a 1 años de prisión si concurren las 3 atenuantes por honor. 1 a 5 años de prisión si no se cumple alguna. | Sanciones por aborto consentido. Gestante: 1 a 3 años de prisión. |
| 332.º                            | I. Que no tenga mala fama. | Sanciones por aborto consentido. Gestante: 1 a 3 años de prisión. |
| 332.º                            | II. Que haya logrado ocultar su embarazo. | Sanciones por aborto consentido. Gestante: 1 a 3 años de prisión. |
| 332.º                            | III. Que éste sea fruto de una unión ilegítima. | Sanciones por aborto consentido. Gestante: 1 a 3 años de prisión. |
| 333.º                            | No punibilidad en: I violación, II imprudencial. | Sanciones por aborto consentido, solo cuando es consumado. |
| 334.º                            | No punibilidad en: II peligro de muerte (dos profesionales de la medicina).                                                                                   | No punibilidad en: I violación y fecundación asistida indebida, II daño a la salud (dos profesionales de la medicina), III alteración al producto (dos profesionales de la medicina), IV imprudencial. |
| Código de Procedimientos Penales | | |
| 131.º bis                        | No existe el artículo. | En caso de violación o fecundación asistida indebida, el Ministerio Público autorizará en un término de 24 horas el aborto para realizarse en hospitales públicos. Deben concurrir estos requisitos:   |
| 131.º bis                        | No existe el artículo. | I.- Que exista denuncia por el delito. |
| 131.º bis                        | No existe el artículo. | II.- Que la víctima declare la existencia del embarazo. |
| 131.º bis                        | No existe el artículo. | III.- Que se compruebe la existencia del embarazo en cualquier institución pública o privada del sistema de salud.                                                                                     |
| 131.º bis                        | No existe el artículo. | IV.- Que existan elementos para suponer que el embarazo es producto del delito. |
| 131.º bis                        | No existe el artículo. | V.- Que exista solicitud de la mujer embarazada. |

Posteriormente, entre 2002 y 2004, la II Legislatura de la ALDF (todavía controlada por el PRD) determinó preparar un nuevo Código Penal y una nueva Ley de Salud. El aborto voluntario seguirá siendo un delito, sin embargo, se introducen otras disposiciones para facilitar el acceso a abortos legales, que ninguna otra entidad consideraba en aquél tiempo. Ambos cambios fueron finalmente publicados por decretos en la Gaceta Oficial, sin ninguna objeción por parte del Jefe de Gobierno Andrés Manuel López Obrador, los días 16 de julio de 2002 y 27 de enero de 2004, para entrar en vigor un día después.
| Artículo     | Antes de la reforma | Despues de la reforma |
| ------------ | --- | --- |
| Código Penal | | |
| 144.º        | Definición de aborto. Estaba contenida en el artículo 329.                                                             | Muerte del producto de la concepción en cualquier momento del embarazo. |
| 145.º        | Sanciones a colaborado/a. Estaban contenidas en los artículos 330 y 332.                                               | Consentido: 1 a 3 años de prisión. Forzado: 3 a 6 años (si se emplea violencia física o moral aumenta de 6 a 8 años de prisión). |
| 146.º        | Suspensión profesional del personal de medicina, enfermería o matronería. Estaba contenida en los artículos 331 y 333. | Por un tiempo igual al de la pena de prisión. |
| 147.º        | Sanciones a gestante. Estaban contenidas en los artículos 332 y 333.                                                   | 1 a 3 años de prisión. Solo cuando es consumado. |
| 148.º        | Causales de no punibilidad. Estaban contenidas en el artículo 334.                                                     | Excluyentes de responsabilidad en: I violación y fecundación asistida indebida, II daño a la salud (dos profesionales de la medicina), III alteración al producto (dos profesionales de la medicina), IV imprudencial. |
| Ley de Salud | | |
| 16.º bis 6   | No existe el artículo.                                                                                                 | Gratuidad de los servicios. En las instituciones públicas de salud y en condiciones de calidad. Según las causales y supuestos del Nuevo Código Penal. |
| 16.º bis 6   | No existe el artículo.                                                                                                 | Consejería: información oportuna y veraz sobre opciones, así como consecuencias en la salud. |
| 16.º bis 6   | No existe el artículo.                                                                                                 | Plazo para realización del procedimiento. En un término de cinco días a partir de la solicitud y una vez satisfechos los requisitos. |
| 16.º bis 7   | No existe el artículo.                                                                                                 | Objeción de consciencia: se deberá referir a las o los pacientes con personal no objetor. No podrá invocarse en casos de urgencia (salvaguardar salud o vida). Todas las instituciones públicas de salud deberán garantizar la prestación oportuna de los servicios y la disponibilidad permanente de personal no objetor. |

### Despenalización y legalización
El 24 de abril de 2007, la IV legislatura de la Asamblea Legislativa del Distrito Federal, a través de una única votación, modificó diversas disposiciones del Código Penal y la Ley de Salud. El sufragio fue nominal por lo que se hizo registrando la identidad de los legisladores en las actas de sesión de ese día. Votaron a favor 46 legisladores, 19 lo hicieron en contra y 1 se abstuvo. Los cambios fueron finalmente publicados por decreto en la Gaceta Oficial, sin ninguna objeción por parte del Jefa de Gobierno Marcelo Ebrard Casaubón, el día 26 de abril para entrar en vigor un día después. Las reformas también fueron objetadas ante la SCJN, pero tampoco tuvieron éxito, pues esta última terminó por ratificarlas (acciones de inconstitucionalidad 146/2007 y 147/2007).
| Partido                              | A favor | En contra | Abstención |
| ------------------------------------ | ------- | --------- | ---------- |
| Partido Acción Nacional              | -       | 18        | -          |
| Partido Nueva Alianza                | 4       | -         | -          |
| Partido Revolucionario Institucional | 3       | -         | 1          |
| Partido de la Revolución Democrática | 36      | -         | -          |
| Partido Socialdemócrata              | 2       | -         | -          |
| Partido Verde Ecologista de México   | 1       | 1         | -          |
| Total                                | 46      | 19        | 1          |

| Artículo     | Antes de la reforma | Despues de la reforma |
| ------------ | --- | --- |
| Código Penal | | |
| 144.º        | Definición de aborto. Muerte del producto de la concepción en cualquier momento del embarazo.                                                              | Interrupción del embarazo después de la décima segunda semana de gestación |
| 145.º        | Sanciones a colaborado/a. Consentido: 1 a 3 años de prisión. Forzado: 3 a 6 años (si se emplea violencia física o moral aumenta de 6 a 8 años de prisión). | Sanciones. Gestante: 3 a 6 meses de prisión o de 100 a 300 días de trabajo comunitario. Colaborador: 1 a 3 años de prisión. Solo cuando es consumado y después del límite legal. |
| 146.º        | Suspensión profesional del personal de medicina, enfermería o matronería. Por un tiempo igual al de la pena de prisión.                                    | Definición de aborto forzado. Interrupción del embarazo, en cualquier momento, sin el consentimiento de la mujer embarazada |
| 146.º        | Suspensión profesional del personal de medicina, enfermería o matronería. Por un tiempo igual al de la pena de prisión.                                    | Sanciones por aborto forzado. 5 a 8 años de prisión (si se emplea violencia física o moral aumenta de 8 a 10 años de prisión). |
| 147.º        | Sanciones a gestante. 1 a 3 años de prisión, sólo cuando es consumado.                                                                                     | Suspensión profesional del personal de medicina, enfermería o matronería. Por un tiempo igual al de la pena de prisión. |
| Ley de Salud | | |
| 16.º bis 6   | Nuevo párrafo | Las instituciones públicas de salud atenderán solicitudes sin importar si las mujeres cuentan con algún otro seguro de salud público o privado. |
| 16.º bis 8   | No existe el artículo. | Se promoverá y aplicará, de manera intensiva y permanente, políticas y programas integrales tendientes a la capacitación y educación para prevenir y reducir las interrupciones de embarazos no planeados y no deseados. Se respetarán siempre los derechos reproductivos, la identidad de género y la diversidad sexual de la ciudadanía. |

### Nueva Ley de Salud
En 2016, durante la presidencia de Enrique Peña Nieto, por medio de otra reforma constitucional, el Distrito Federal deja de existir para ser reemplazado por la Ciudad de México, aunque muchos de los ordenamientos jurídicos de la antigua entidad seguirán siendo legales para la nueva. No obstante, en 2021, se decidió derogar la antigua Ley de Salud para remplazarla con una nueva. En el proceso, la I legislatura del Congreso de la Ciudad de México (ahora controlado por Morena) intentó fijar en 20 semanas el límite para acceder a un aborto legal en caso de una violación. Si bien pudiera entenderse esto como una victoria a favor de los derechos sexuales y reproductivos de la ciudadanía, diferentes organizaciones y colectivas (como GIRE o Ipas) lo consideraron un retroceso y una contradicción a dos normativas federales (que no establecen ningún plazo para la interrupción del embarazo cuando existe una agresión sexual): la Ley General de Víctimas y la NOM-046- SSA2-2005. Es por esto que la entonces Jefa de Gobierno, Claudia Sheinbaum Pardo, determinó no promulgar la nueva legislación para regresarla al poder legislativo para su revisión y corrección. Finalmente, el límite fue eliminado y la nueva Ley, respetuosa con las disposiciones federales, se publicó por decreto en la Gaceta Oficial, sin ninguna objeción, el día 9 de agosto para entrar en vigor un día después.
| Artículo     | Antes de la reforma      | Despues de la reforma |
| ------------ | ------------------------ | --- |
| Ley de Salud |                          | |
| 6.º          | No existen los párrafos. | Se añaden el párrafo XXIV (para incluir la definición de Interrupción Legal del Embarazo) y el párrafo XXV (para incluir la definición de Interrupción Voluntaria del Embarazo). |

## Debate

### En contra
En 2000, y como era de esperarse, los grupos conservadores se mostraron hostiles al nuevo marco normativo, por lo que el 25 de septiembre de 2001, los Partido Acción Nacional y Partido Verde Ecologista de México presentaron una acción de constitucionalidad ante la SCJN. Dos años después, el 29 de enero de 2002, con 7 votos a favor y 4 en contra, la SCJN resuelve que la "Ley Robles" es totalmente constitucional, por lo que no será modificada en absoluto.
En 2007, como sucedió anteriormente con la "Ley Robles" los grupos conservadores se opusieron exigiendo un referéndum local pero su propuesta nunca prosperó. Esta vez, fue el gobierno del presidente Felipe Calderón (del PAN) a través de la CNDH y la entonces PGR los que presentaron la acción de inconstitucionalidad ante la SCJN. Y al igual que en la ocasión pasada, el fallo significó una derrota para los quejosos ya que fue hasta el 28 de agosto del 2008 que la SCJN, con ocho contra tres, válido la norma emitida por la ALDF en 2007 para permitir la ILE en la entidad.
El 29 de agosto de 2008 la Corte Suprema de Justicia de México dictaminó, por ocho votos contra tres, que es constitucional la ley de la Ciudad de México que despenaliza el aborto realizado durante las primeras 12 semanas de gestación. El 7 de septiembre de 2021, la Corte Suprema decidió que los tribunales pueden seguir juzgando a mujeres que aborten, pero no pueden enviarlas a prisión, quedando así de los 32 estados de la República, solo cuatro con una ley de plazos que permite la interrupción del embarazo en las 12 primeras semanas. de un decreto publicado en la Gaceta Oficial, se reforma el Código Penal y se agrega la Ley de Salud, la cual establece que las instituciones públicas de salud «atenderán las solicitudes de interrupción del embarazo a las mujeres solicitantes aún cuando cuenten con algún otro servicio de salud público o privado». Esta ley señala que la interrupción del embarazo es legal si es practicada durante las primeras doce semanas, por decisión de la mujer, y hasta las veinte semanas, en el caso de violación.

### A favor
Durante más de una década, la CDMX fue una isla permisiva en México al ser la única entidad en permitir el aborto electivo bajo un sistema de plazos, por lo que muchas mujeres de entidades restrictivas se trasladaron aquí para acceder a este procedimiento. Y no solo eso, su legislación sobre el aborto legal fue pionera en el país, ya que el resto de las entidades que han despenalizado y legalizado esta práctica, han imitado los métodos y técnicas que se tienen aquí. Se considera la entidad más permisiva de todo México. Y se dice que junto con la de Cuba, se considera de las menos restrictivas en Latinoamérica, siendo inclusive similar a la de los Estados Unidos, pero más restrictiva que la de Canadá.
Aún existen algunos retos y pendientes por resolver en la CDMX, sobre todo en la sobrerregulación de las clínicas privadas. En 2019, en el "listado de establecimientos de atención médica" a los que la Comisión Federal para la Protección contra Riesgos Sanitarios ha expedido licencia, solo aparecen 31 privados, dato que contrasta con las más de 100 clínicas privadas que se anuncian por internet. Esto lleva a que muchas clínicas actúen sin permiso lo que orilla a muchas personas a atenderse en lugares que pueden estafarlos, o llevar a cabo malas prácticas. Por fortuna, según datos oficiales, desde 2007 no se ha registrado una sola muerte por negligencia en interrupción del aborto. También se sabe que muchas de ellas son falsas y son utilizadas por grupos provida para engañar con información sin bases científicas a los pacientes y obligarlos así a continuar con sus embarazos.

## Datos

### Estadísticas
Según datos de la secretaría de salud y los servicios de salud de la entidad (SEDESA), entre abril de 2007 y junio de 2024:
Servicios realizados
- 2022
- 2023
- 2024

| Unidad médica                 | Servicios | Unidad médica                                | Servicios |
| ----------------------------- | --------- | -------------------------------------------- | --------- |
| H.M.P. Xochimilco             | 8 749     | H.G. Milpa Alta                              | 3 355     |
| H.M.I. Cuautepec              | 8 010     | H.G. Ticomán                                 | 11 401    |
| H.M.I. Cuajimalpa             | 4 345     | H.G. Dr. Gregorio Salas                      | 465       |
| H.M.I. Magdalena Contreras    | 1 086     | H.G. Ajusco Medio                            | 2 658     |
| H.M.I. Dr. Nicolás M. Cedillo | 12 772    | C.S. T III Beatriz Velasco de Alemán         | 80 990    |
| H.M.I. Tláhuac                | 9 245     | C.C. Santa Catarina                          | 34 614    |
| H.M.I. Topilejo               | 576       | C.S. T III México España                     | 33 942    |
| H.M.I. Inguarán               | 18 987    | C. S. Dr. Juan Duque de Estrada              | 24 867    |
| H.E. Dr. Belisario Domínguez  | 2 544     | C.S. T III Cuajimalpa                        | 2 734     |
| H. G. Dr. Enrique Cabrera     | 11 894    | Clinica Integral de la Mujer Hermila Galindo | 1 078     |
| H.G. Balbuena                 | 599       | C.S. TIII Miguel Hidalgo                     | 492       |
| H.G. Iztapalapa               | 1 865     | Total                                        | 277 268   |
| Entidad                       | Servicios | Entidad                                      | Servicios |
| Aguascalientes                | 163       | Nayarit                                      | 71        |
| Baja California               | 88        | Nuevo León                                   | 188       |
| Baja California Sur           | 43        | Oaxaca                                       | 424       |
| Campeche                      | 17        | Puebla                                       | 1 709     |
| Chiapas                       | 89        | Querétaro                                    | 779       |
| Chihuahua                     | 85        | Quintana Roo                                 | 171       |
| Coahuila                      | 57        | San Luis Potosí                              | 242       |
| Colima                        | 34        | Sinaloa                                      | 36        |
| Ciudad de México              | 189 525   | Sonora                                       | 54        |
| Durango                       | 50        | Tabasco                                      | 75        |
| Guanajuato                    | 560       | Tamaulipas                                   | 88        |
| Guerrero                      | 350       | Tlaxcala                                     | 444       |
| Hidalgo                       | 1 459     | Veracruz                                     | 622       |
| Jalisco                       | 742       | Yucatán                                      | 55        |
| Estado de México              | 77 160    | Zacatecas                                    | 117       |
| Michoacán                     | 626       | Extranjeros                                  | 64        |
| Morelos                       | 1 066     | No especificado                              | 15        |

Procedimientos realizados
- Medicamento
- Aspiración
- Legrado Uterino

| Grupos de edad |
| --- |
| |
| 11 a 14 (1%) 15 a 17 (5%) 18 a 24 (45%) 25 a 29 (24%) 30 a 34 (14%) 35 a 39 (8%) 40 a 44 (3%) 45 a 54 (0.2%) <55 (0%) N/E (0.4%) |

| Por semanas de gestación                                                          |
| --------------------------------------------------------------------------------- |
|                                                                                   |
| <4 (16%) 5 (12%) 6 (16%) 7 (19%) 8 (14%) 9 (10%) 10 (7%) 11 (5%) 12 (2%) N/E (1%) |

| Ocupacion |
| --- |
| |
| Hogar (30%) Empleado/a (30%) Estudiante (24%) Comerciante (6%) Desempleado/a (5%) Técnico/a (0%) Otra (2%) Profesionista (1%) Doméstico/a (1%) Obrero/a (0.2%) N/E (2%) |

| Estado civil                                                                                           |
| --- |
| |
| Soltero/a (54%) Unión libre (29%) Casado/a (12%) Divorciado/a (3%) Separado/a (1%) Viuda (0%) N/E (1%) |

| Nivel educativo                                                                                       |
| --- |
| |
| Preparatoria (43%) Secundaria (30%) Superior (19%) Primaria (6%) Ninguna (1%) Técnico/a (0%) N/E (1%) |

| Número de hijos                                                                                                 |
| --- |
| |
| 0 (64 180) 1 (42 667) 2 (31 241) 3 (10 904) 4 (3 199) 5 (888) 6 (323) 7 (124) 8 (74) 9 (37) 10 (1) N/E (18 356) |

### Unidades, procedimientos y requisitos
Según datos de la secretaría de salud y los servicios de salud de la entidad (SEDESA), así como el programa federal del Directorio de Servicios de Aborto Seguro, a cargo del Centro Nacional de Equidad de Género y Salud Reproductiva (CNEGSR), existen 15 unidades de atención pertenecientes al sistema de salud local: 4 clínicas donde solo se realiza el procedimiento con medicamentos, 3 clínicas donde se realiza el procedimiento con medicamentos o quirúrgico y 8 hospitales donde se realiza el procedimiento con medicamentos o quirúrgico.
Las clínicas con interrupción farmacológica son:
- Centro de Salud T-III Cuajimalpa, ubicado en la colonia Cuajimalpa de la demarcación Cuajimalpa.
- Clínica Comunitaria Santa Catarina, ubicado en la colonia Miguel de la Madrid en la demarcación Iztapalapa.
- Clínica Integral de la Mujer Hermila Galindo, ubicado en la colonia Huayatla en la demarcación Magdalena Contreras.
- Centro de Salud TIII Miguel Hidalgo, ubicado en la colonia Miguel Hidalgo en la demarcación Tláhuac.

Las clínicas con interrupción farmacológica e instrumental son:
- Centro de Salud T-III México España, ubicado en la colonia Anáhuac de la demarcación Miguel Hidalgo.
- Clínica de Salud Reproductiva del Centro de Salud T-III Beatriz Velasco de Alemán, ubicado en la colonia Michoacana de la demarcación Venustiano Carranza.
- Centro de Salud T-III Dr. Juan Duque de Estrada, ubicado en la colonia Moctezuma 2.ª Sección de la demarcación Venustiano Carranza.

Los hospitales con interrupción farmacológica e instrumental son:
- Hospital General Dr. Enrique Cabrera, ubicado en la colonia Ex Hacienda de Tarango de la demarcación Álvaro Obregón.
- Hospital Materno Infantil Dr. Nicolás M. Cedillo, ubicado en la colonia Unidad Francisco Villa de la demarcación Azcapotzalco.
- Hospital General Ticomán, ubicado en la colonia Ticomán de la demarcación Gustavo A. Madero.
- Hospital Materno Infantil Cuautepec, ubicado en la colonia Cuautepec Barrio Bajo de la demarcación Gustavo A. Madero.
- Hospital Materno Infantil Tláhuac, ubicado en la colonia La Habana de la demarcación Tláhuac.
- Hospital General Ajusco Medio Dra. Obdulia Rodríguez Rodríguez, ubicado en la colonia Ampliación Miguel Hidalgo 4a. Sección de la demarcación Tlalpan.
- Hospital Materno Infantil Inguarán, ubicado en la colonia Felipe Ángeles de la demarcación Venustiano Carranza.
- Hospital Materno Pediátrico Xochimilco, ubicado en la colonia Barrio Xaltocan de la demarcación Xochimilco.

Todas operan de lunes a viernes, excepto la Clinica de Salud Reproductiva del Centro de Salud T-III Beatriz Velasco de Alemán, que otorga atención sábados, domingos y días festivos. Los horarios suelen variar, pero en general van desde las 6:00 a. m. hasta las 15:00 p. m.
Y 19 unidades (hospitales o clínicas) del ISSSTE, los cuales son:
- Hospital Regional "Lic. Adolfo López Mateos", ubicado en la colonia Florida en la demarcación Álvaro Obregón.
- Clínica Médico Familiar Villa Alvaro Obregón, ubicado en la colonia San Ángel en la demarcación Álvaro Obregón.
- Clínica Médico Familiar Azcapotzalco, ubicado en la colonia Centro de Azcapotzalco en la demarcación Azcapotzalco.
- Clínica Médico Familiar Cuitláhuac, ubicado en la colonia Pantaco en la demarcación Azcapotzalco.
- Clínica Médico Familiar Revolución, ubicado en la colonia San Pedro de los Pinos en la ciudad de Benito Juárez.
- Clínica Médico Familiar División del Norte, ubicado en la colonia San Pablo Tepetlapa en la ciudad de Coyoacán.
- Clínica Médico Familiar "Dr. Ignacio Chávez", ubicado en la colonia U.H. Alianza Popular Revolucionaria en la ciudad de Coyoacán.
- Clínica Médico Familiar Guadalalupe, ubicado en la colonia Ex-Hipódromo de Peralvillo en la ciudad de Cuauhtémoc.
- Clínica Médico Familiar Santa María, ubicado en la colonia Santa María la Ribera en la ciudad de Cuauhtémoc.
- Clínica Médico Familiar Aragón, ubicado en la colonia Aragón la Villa en la demarcación Gustavo A. Madero.
- Clínica Médico Familiar Gustavo A. Madero, ubicado en la colonia Tepeyac Insurgentes en la demarcación Gustavo A. Madero.
- Hospital Regional "1° De Octubre", ubicado en la colonia Magdalena de las Salinas en la demarcación Gustavo A. Madero.
- Hospital Regional "Gral. Ignacio Zaragoza", ubicado en la colonia Ejército Constitucionalista en la demarcación Iztapalapa.
- Clínica Médico Familiar Iztapalapa I, ubicado en la colonia Granjas San Antonio en la demarcación Iztapalapa.
- Clínica Médico Familiar iztapalapa II, ubicado en la colonia Cerro de la Estrella en la demarcación Iztapalapa.
- Clínica Médico Familiar Oriente, ubicado en la colonia Ejército Constitucionalista en la demarcación Iztapalapa.
- Clínica Médico Familiar Milpa Alta, ubicado en la colonia Barrio Santa Cruz-Villa Milpa Alta en la demarcación Milpa Alta.
- Clínica Médico Familiar Balbuena, ubicado en la colonia Jardín Balbuena de la demarcación Venustiano Carranza.
- Clínica Médico Familiar Xochimilco, ubicado en la colonia Barrio de San Pedro de la demarcación Xochimilco.

Igualmente, tanto SEDESA como Ipas México están experimentando con un programa piloto público y gratuito de telemedicina (teleILE), siendo hasta ahora único en el país.
También se han instalado otras clínicas privadas en las principales localidades de la entidad.Muchas de ellas, sobre todo durante la contigencia del COVID19, se han adaptado al servicio de telemedicina para atender a pacientes locales o en otras entidades tanto permisivas como restrictivas.
Como indica la guía federal del Lineamiento Técnico para la atención del Aborto Seguro en México (siguiendo los estándares de la Organización Mundial de la Salud), en la actualidad, el legrado uterino instrumental se considera obsoleto, nocivo y está totalmente desaconsejado. En su lugar, los protocolos federales y locales sugieren dos abordajes para interrumpir embarazos de manera segura y de calidad, siempre y cuando se realicen bajo las condiciones médicas correctas y en un contexto de legalidad:
- Aborto farmacológico, con el uso de mifepristona y misoprostol por diferentes vías (vestibular, vaginal o sublingual) ya sea combinado (ambas sustancias) o de manera individual (misoprostol únicamente). Ambos medicamentos provocan dilatación del cérvix y contracciones uterinas que contribuyen a la expulsión de su contenido. La dosis y vía de administración del tratamiento depende de las semanas de gestación o del antecedente de cirugías uterinas previas. Se considera no invasivo por lo que no necesita de un antibiótico profiláctico (previo a la intervención). En el régimen combinado (comparado con el individual) el tiempo para la resolución del aborto es menor (en horas o días) y suele haber menos molestias posteriores. Su éxito terapéutico podría disminuir conforme aumenta la edad gestacional. Antes de la semana 10, el procedimiento puede realizarse total o parcialmente autogestionado y con una asesoría o vigilancia mínima (ya sea por prestador/a de servicios de salud o por colectiva de acompañamiento). En cambio, entre la semana 10 y 12 se requiere mayor seguimiento y vigilancia por el personal especializado. Está contraindicado en presencia de inestabilidad hemodinámica y sepsis.
- Aborto quirúrgico, a través de la succión del producto con la ayuda de instrumentación médica de operación manual o eléctrica (como cánulas, tubos o bombas). Sí precisa de antibiótico profiláctico (previo a la intervención), así como de bloqueo paracervical y analgésicos. Las molestias posteriores serían mínimas y la resolución del aborto es inmediata. También es conocido como aspiración endouterina y es la primera elección cuando hay presencia de inestabilidad hemodinámica y sepsis.

Al tratarse de procedimientos médicos, se tiene la posibilidad de presentar pequeñas molestias que pueden controlarse satisfactoriamente si se toman las medidas preventivas y se sigue fielmente las recomendaciones del personal especializado. Estas pueden ser dolor cólico y sangrado transvaginal, ligeramente mayor a lo experimentado en una menstruación. La intensidad de lo anterior disminuirá de manera progresiva, aunque podría continuar en menor cantidad y de manera esporádica durante las primeras 4 a 6 semanas. También se puede experimentar algo de fiebre en las primeras 24 horas, la cual cederá con la ingesta de antipiréticos. Así mismo, para evitar el riesgo de infección, se deberán tomar medidas de higiene vaginal y no se recomienda tener relaciones sexuales en un periodo aproximado de dos semanas.
Igualmente, existe una pequeña posibilidad, y bastante infrecuente, de experimentar algunos riesgos. De esta manera, la o el paciente deberá buscar atención médica inmediata ante los siguientes datos de alarma: ausencia de sangrado o cantidad mínima de este (sobre todo entre las primeras 4 a 6 horas posteriores ya que puede indicar fallo en el procedimiento o un embarazo ectópico), un sangrado persistente y progresivo (que empape más de dos toallas higiénicas por hora durante dos horas consecutivas), secreción fétida, debilidad, mareo, reacciones alérgicas a algún medicamento (como exantemas o edemas faciales o bucales), así como fiebre o malestar general después de las primeras 24 horas.
En el primer trimestre, los procedimientos siempre deberían ser ambulatorios, por lo que pueden realizarse en cualquier unidad de primer nivel (centros de salud o clínicas familiares). En el segundo trimestre se requeriría de atención intrahospitalaria, por lo que pueden realizarse en cualquier unidad de segundo nivel (hospitales generales o regionales).
Para acceder al servicio las usuarias y los usuarios mayores de edad; residentes de la Ciudad de México, de otras entidades o provenientes del extranjero, así como naturalizados mexicanos, deben presentar:
- Identificación oficial vigente (en original y copia; credencial para votar, pasaporte, cédula profesional o constancia de identidad).
- Comprobante de domicilio (en original y copia; último recibo de predial, luz, agua, gas, televisión de paga, teléfono fijo o servicio de internet).
- Algunas unidades pueden solicitar la Clave Única de Registro de Población (CURP) o el acta de nacimiento (en original y copia).

Para pacientes menores de edad; residentes de la Ciudad de México, de otras entidades o provenientes del extranjero, así como naturalizados mexicanos, deben presentar:
- Acta de nacimiento (en original y copia).
- CURP (en original y copia).
- Identificación oficial vigente (en original y copia; credencial de escuela, certificado de estudios con fotografía o pasaporte).
- Comprobante de domicilio (en original y copia; último recibo de predial, luz, agua, gas, televisión de paga, teléfono fijo o servicio de internet).
- Someterse a estudio socioeconómico (sólo para personas no residentes en la entidad)

Las y los menores de edad necesitan ir acompañados de madre, padre, tutor o representante legal (los cuales también deben contar con identificación oficial y comprobante de domicilio). Las personas no residentes en la entidad deberán someterse a un estudio socioeconómico. Se recomienda llegar temprano debido a que el servicio se limita a cierto número de personas por día. Igualmente, es preferible acudir en ayunas ya que se realizan diversos análisis de laboratorio y ultrasonidos para confirmar el embarazo, las semanas de gestación y el método de interrupción más eficiente (sólo serán válidos los estudios efectuados el mismo día del procedimiento y por la unidad de atención elegida para acceder al servicio). Únicamente el personal al interior de la clínica o el hospital puede brindar información u orientación (al exterior de las unidades se suelen reunir agrupaciones religiosas o de ideologías conservadoras con el objetivo de desinformar y persuadir a las y los pacientes).
Tanto el Lineamiento Técnico para la atención del Aborto Seguro en México como la Ley de Salud de la Ciudad de México hacen hincapié en dos leyes federales fundamentales: la NOM-046-SSA2-2005 y la Ley General de Víctimas (LGV). Estas dos últimas normatividades señalan que para acceder a la Interrupción Voluntaria del Embarazo (en caso de violación) no se necesita presentar denuncia previa ante el Ministerio Público o contar con la autorización de éste. Debido al principio de buena fe, el único requisito es una solicitud por escrito bajo protesta de decir la verdad, en la que se manifiesta que dicho embarazo es producto de una violación. El personal de los servicios de salud no está obligado a verificar el dicho de las y los solicitantes. Las personas menores de 12 años requieren autorización de madre, padre, tutor o representante legal. En cambio, las y los menores de edad, pero mayores de 12 años ya no necesitan de aquel permiso (pueden tomar la decisión de manera autónoma). Finalmente, ni la LGV ni la NOM-046-SSA2-2005 establecen límites gestacionales para hacer valer el derecho al aborto cuando existe una agresión sexual. La misma SCJN ha emitido sentencias que validan todo lo anterior (amparos en revisión AR-601/2017, AR-1170/2017, AR-438/2020 y AR-438/2020; controversias constitucionales CC 53/2016 y CC 45/2016).
Finalmente y posterior a la consejería, las y los pacientes tendrán que llenar y firmar formatos sobre el Consentimiento informado para la Interrupción Legal del Embarazo (ILE) pues representa el principal instrumento jurídico y ético para que la persona sea dueña efectiva de sus decisiones, como corresponde a su dignidad y autonomía. A través de este documento, las personas usuarias del servicio otorgarán o no su autorización para cada uno de los procedimientos (como la modalidad de abordaje o el método anticonceptivo posterior), las posibles alternativas o los probables riesgos. Así mismo, las y los pacientes tienen el derecho y facultad de poder revocarlo si así lo quieren. En caso de personas con discapacidad transitoria o permanente, el consentimiento informado debería ser suscrito por el familiar más cercano o el tutor / representante legal. En casos extremos, cuando no exista acompañante y la persona usuaria cuenta con una discapacidad, el personal médico (previa valoración y con el acuerdo de por lo menos dos profesionales) podrían otorgar el consentimiento informado.